# Herb Rydzyny
Herb Rydzyny – jeden z symboli miasta Rydzyna i gminy Rydzyna w postaci herbu.

## Wygląd i symbolika
Herb przedstawia na czerwonej tarczy basztę forteczną barwy białej z czarnym żyłowaniem, z sześcioma blankami. Na tle baszty tarcza czteropolowa. Na jej przeciwległych polach umieszczone są strzały ze skrzyżowanymi drzewcami na czerwonym tle i sześć białych lilii na niebieskim tle.
Herb nawiązuje do herbu szlacheckiego Wierzbno, którym posługiwał się Jan z Czerniny, założyciel miasta.